# Одкровення (фільм, 1924)
Одкровення (англ. Revelation) — американська мелодрама режисера Джорджа Д. Бейкера 1924 року.

## Сюжет
Джолін Гофер — розпусна танцюристка, яку залишили в монастирі Монмартр. Пол Гранвіль — американський художник, який закоханий в танцюристку і пише з неї свої портрети великих жінок. Коли одна з його картин, Мадонни, приводить до дива, Джолін змінює життя назавжди, народжує дитину і одружується з художником.

## У ролях
- Віола Дена — Джолін Гофер
- Монте Блу —  Пол Гранвіль
- Марджорі Доу — мадемуазель Бревурт
- Лью Коуді — граф Адріан де Рош
- Френк Куррьє — Пріор
- Едвард Коннеллі — Августін
- Кетлін Кі — Мадонна
- Етель Вельс — мадам Гофер
- Джордж Сігман — Гофер